# Rem als Jocs Olímpics d'estiu de 1924 - Doble scull masculí
La prova del doble scull masculí fou una de les set que es disputaren als Jocs Olímpics de París de 1924 i que formaven part del programa de rem. La prova es va disputar entre el 15 i el 17 de juliol de 1924, amb la presència de 10 remers, procedents de 5 països diferents.

## Medallistes
| Or                                     | Plata                                 | Bronze                                 |
| Estats UnitsPaul Costello · Jack Kelly | FrançaMarc Detton · Jean-Pierre Stock | SuïssaRudolf Bosshard · Heinrich Thoma |

## Resultats

### Sèries
Es disputaren el 15 de juliol. Els dos primers passaven a la final .
| Pos. | Nació        | Remers                        | Temps  |
| ---- | ------------ | ----------------------------- | ------ |
| 1    | Estats Units | John Kelly Paul Costello      | 6'34"0 |
| 2    | França       | Marc Detton Jean-Pierre Stock | 6'52"0 |
| 3    | Hongria      | Ervin Mórich Béla Szendey     | ND     |

| Pos. | Nació  | Remers                                       | Temps  |
| ---- | ------ | -------------------------------------------- | ------ |
| 1    | Suïssa | Rudolf Bosshard Heinrich Thoma               | 6'55"0 |
| 2    | Brasil | Edmundo Castelo Branco Carlos Castelo Branco | 7'04"0 |

### Final
Es disputà el 17 de juliol.
| Pos. | Nació        | Remers                                       | Temps  |
| ---- | ------------ | -------------------------------------------- | ------ |
| 1    | Estats Units | John Kelly Paul Costello                     | 6'34"0 |
| 2    | França       | Marc Detton Jean-Pierre Stock                | 6'38"0 |
| 3    | Suïssa       | Rudolf Bosshard Heinrich Thoma               | ND     |
| 4    | Brasil       | Edmundo Castelo Branco Carlos Castelo Branco | ND     |